# Itogon
Itogon é um município de  primeira classe de renda municipal (d) na província Benguet, nas Filipinas. De acordo com o censo de 1 de maio  de  2020 possui uma população de 61 498 pessoas e 15 209 domicílios.